# Gale Gordon
Gale Gordon, nato Charles Thomas Aldrich Jr. (New York, 20 febbraio 1906 – Escondido, 30 giugno 1995), è stato un attore statunitense.

## Filmografia parziale

### Cinema
- La tentatrice (The Temptress), regia di Fred Niblo (1926) - non accreditato
- Here We Go Again, regia di Allan Dwan (1942)
- Here Come the Nelsons, regia di Frederick de Cordova (1952)
- Francis contro la camorra (Francis Covers the Big Town), regia di Arthur Lubin (1953)
- Missili in giardino (Rally Round the Flag, Boys!), regia di Leo McCarey (1958)
- C'era una volta un piccolo naviglio (Don't Give Up the Ship), regia di Norman Taurog (1959)
- The 30 Foot Bride of Candy Rock, regia di Sidney Miller (1959)
- Un marziano sulla Terra (Visit to a Small Planet), regia di Norman Taurog (1960)
- Tutti pazzi in coperta (All Hands on Deck), regia di Norman Taurog (1961)
- Sergeant Deadhead, regia di Norman Taurog (1965)
- A tutto gas (Speedway), regia di Norman Taurog (1968)
- L'erba del vicino (The 'Burbs), regia di Joe Dante (1989)

### Televisione
- Lucy ed io (I Love Lucy) – serie TV, 2 episodi (1952)
- Our Miss Brooks – serie TV, 130 episodi (1952-1956)
- The Brothers – serie TV, 26 episodi (1956-1957)
- Sally – serie TV, 7 episodi (1958)
- Angel – serie TV, 3 episodi (1961)
- Make Room for Daddy – serie TV, 7 episodi (1959-1961)
- Pete and Gladys – serie TV, 9 episodi (1960-1962)
- Dennis the Menace – serie TV, 44 episodi (1962-1963)
- Lucy Show (The Lucy Show) – serie TV, 111 episodi (1963-1968)
- Here's Lucy – serie TV, 142 episodi (1968-1974)
- Lucy Calls the President – film TV (1977)
- Life with Lucy – serie TV, 13 episodi (1986)

## Doppiatori italiani
Nelle versioni in italiano delle opere in cui ha recitato, Gale Gordon è stato doppiato da:
- Giorgio Capecchi in Missili in giardino
- Corrado Gaipa in A tutto gas
- Renato Mori in L'erba del vicino